# Свети Пајсије Светогорац
Свети Пајсије Светогорац је један од најзначајнијих и најуваженијих светогорских стараца 20. века и православни хришћански монах који је протеклих деценија постао једна од најсветијих личности у Грчкој. Канонизован је од стране Васељенске патријаршије 13. јануара 2015. године и прославља се 12. јула по новојулијанском календару, односно 29. јуна по јулијанском календару. Велики број православних у Грчкој, Русији и Србији сматрао је оца Пајсија светим док још увек није био званично канонизован. Био је познат по строгом подвижничком животу и благодатном дару духовне прозорљивости. Иза његовог живота остале су бројне духовне поуке и духовна виђења која су записана од његових савременика.

## Биографија
Рођен је 25. јула 1924. године у малоазијском селу Фараса, у Кападокији. Његов отац Продромос, био је градоначелник Фарасе и веома побожан човек. Духовни отац Продромосове породице био је чувени свети Арсеније Кападокијски.
Свети Арсеније га је лично крстио 7. августа 1924. године. Само недељу дана након тога Османлије насилно су протерали Грке из Кападокоје. Његова породица заједно са избеглицама из Фарасе након многих искушења стигли су у Пирејску луку у Грчкој, где су остали да живе.
Након учествовања у Грчком грађанском рату, 1949. године, одлази на Свету Гору. Тамо се замонашио у манастиру Есфигмену 1954. узевши име Аверкије. Исте године по благослову напушта Есфигмен и прелази у манастир Филотеј где постаје ученик оца Симеона. 1956. године је пострижен у малу схиму и тада узиме име Пајсије. 1962. године је отишао на гору Синај у келију Св. Галактиона, да би се две године касније, услед болести вратио на Свету Гору у Ивиронски Скит Св. Архангела.
Године 1966. озбиљно се разболео и до краја живота имао проблеме са здрављем.
Крајем 1967. одлази у Катунакију где се настањује у Ипатијевој келији која припада манастиру Велика Лавра.
Следеће 1968. године старац Пајсије одлази у манастир Ставроникита где постаје ученик руског подвижника оца Тихона који је живео у келији Часног Крста. После смрти старца Тихона настањује се у његовој келији где живи до 1979. године када прелази у манастир Кутлумуш, тј. испосницу овог манастира по имену Панагуда.
Године 1988. старац Пајсије је тешко оболео од канцера. Последње дане провео је ван Свете Горе у женском манастиру Св. Јована Богослова у Суротију, код Солуна. Тамо је умро 12. јула 1994. године.